# Mont Briançon
Pour les articles homonymes, voir Briançon (homonymie).
Le mont Briançon est un sommet d'origine volcanique culminant à 1 045 m d'altitude dans le département français de la Haute-Loire. Le Muséum national d'histoire naturelle a établi la datation du volcan à 1 920 000 ans.

## Géographie

### Situation
Le mont Briançon est situé dans le massif du Devès en bordure de la route nationale 590, au sein du Massif central, sur la commune de Saint-Arcons-d'Allier et pour partie sur celles de Mazeyrat-d'Allier et Vissac-Auteyrac.

### Géologie
Il est décrit principalement comme un cône strombolien composé de scories, tout en notant la présence de nodules de péridotites que l'on peut récolter en grande quantité dans la carrière de pouzzolane communément appelée la « carrière de Navat ».

### Flore
La forêt du mont Briançon est une forêt montagnarde dominée par des hêtres et des sapins, où l'on peut trouver des plantes telles que l'aspérule odorante, le géranium noueux à feuilles luisantes et fleurs violettes, la luzule blanc-de-neige, la digitale à fleurs jaunes ainsi que des baies de sureau rouge.
Sur la pente sud, on peut observer des prairies sèches thermophiles qui sont actuellement utilisées pour le pâturage extensif, mais qui montrent des signes de tendance à l'envahissement par la végétation.

## Protection environnementale
Le mont est inscrit en tant que zone naturelle d'intérêt écologique, faunistique et floristique (ZNIEFF) avec une superficie de 150,66 hectares. La diversité floristique y est exceptionnellement élevée, comptant huit espèces déterminantes, dont six sont protégées.